# Catillaria cryptophila
Catillaria cryptophila är en lavart som beskrevs av Theodor 'Thore' Magnus Fries och Almq.. Catillaria cryptophila ingår i släktet Catillaria, och familjen Catillariaceae. Arten är reproducerande i Sverige.